# Comté de Halifax (Virginie)
Pour les articles homonymes, voir Comté de Halifax et Halifax.
Le comté de Halifax est un comté de Virginie, aux États-Unis.